# Nausibius major
Nausibius major là một loài bọ cánh cứng trong họ Silvanidae. Loài này được Zimmerman miêu tả khoa học năm 1869.